# Christos Karipidis
Christos Karipidis (2 de dezembro de 1982) é um futebolista profissional grego que atua como defensor.

## Carreira
Christos Karipidis representou a Seleção Grega de Futebol nas Olimpíadas de 2004, quando atuou em casa.